# Здание Синодальной типографии
Зда́ние Синода́льной типогра́фии — здание, расположенное в Тверском районе Центрального административного округа города Москвы на Никольской улице. Является памятником архитектуры, объектом культурного наследия федерального значения. Относится к комплексу типографии, который включает в себя само здание Синодальной типографии, боковые корпуса и Правильную и Книгохранильную палаты.
По состоянию на 2025 год в здании находится Историко-архивный институт Российского государственного гуманитарного университета.

## История
В середине XVII века архитекторы Трефил Шарутин и Иван Неверов построили двухэтажный каменный дом рядом с Печатным двором. Над вратами, богато декорированными различными орнаментами располагалась плита с кириллической надписью с изображениями льва и единорога, над которыми возвышалась фигура двуглавого орла:

Божией милостию и повелением благоверного и христолюбивого великого государя, царя, и великого князя Михаила Фёдоровича всея Русии самодержца, и сына его благоверного, и христолюбивого царевича, и великого князя Алексея Михаиловича всея Русии, сделана бысть сия палата на дворе, над вратами книгопечатного тиснения, в лето ҂з͠рнг (прим. 7153 от сотв. мира соответствует 1645 году) месяца ионя в л҇ (30) день.  
— Древности российского государства. Отделение VI. Памятники древнего русского зодчества, 1853 г.
Строительство Синодальной типографии началось в 1811 году на месте обветшавших корпусов. Изначально по задумке архитектора Селихова планировалось соорудить здание по образцу старых построек и сохранить ворота. Но по распоряжению начальника Кремлёвской экспедиции Валуева, заведовавшего типографскими постройками, на подготовку проекта дома были назначены архитекторы Алексей Бакарёв и Иван Мироновский. Оба архитектора не раз использовали мотивы готики в своих архитектурных проектах, однако Синодальная типография, пожалуй, самый яркий пример такой архитектуры. Вероятно именно то, что архитекторам, по сути, было поручено «восстановить» палаты XVII века, повлияло на специфику архитектурного декора нового здания (в XVIII в. «готикой» в России часто называли, в том числе, и русскую архитектуру XVI–XVII веков). Архитекторы взяли мотивы европейской готики, при этом построив фасад по законам классицизма. В структуру нового здания были добавлены подлинные исторические детали (две потемневшие каменные плиты со старинными надписями, вмурованные в фасадную стену), а также элементы, воссоздающие те, что были утрачены в сгоревших палатах. Среди них знаменитые солнечные часы (укрепленные над порталами здания), эмблема печатного двора – рельефные фигуры льва и единорога (в центральной части фасада) и герб России (во фронтоне).  Возведение здания типографии было завершено только в 1814-м. Постройки комплекса печатного двора воспринимались как единый архитектурный ансамбль с башнями и стеной Китай-города. В течение XIX века несколько раз достраивались или переделывались в русском стиле. Фасады Печатного двора со стороны внутреннего двора сохранили барочный облик.
В 1870 году Михаил Погодин внёс предложение в Городскую Думу о покупке и перестройке комплекса Синодальной типографии под торговые помещения. Год спустя архитектор Михаил Чичагов подготовил проект реконструкции строений внутреннего двора типографии, который 1872—1875 годах существенно доработал Николай Артлебен. В то же время была перестроена Прави́льная палата (Теремок) в русском стиле XVII века, возведено новое крыльцо. Над росписью интерьеров работали палехские мастера. Археолог Александр Векслер датировал подземные сооружения, находящиеся под строением концом XV века, это даёт повод говорить, что подвалы являются одними из древнейших в Москве. Надстройка третьего этажа и оформление торцевых сторон боковых корпусов выполнены в 1890-х годах архитектором С. С. Слуцким. Тогда же книгохранилище реставрировал архитектор Владимир Гамбурцев и по результатам работы опубликовал «Заметки о ремонте Старого Печатного двора при Московской Синодальной Типографии».
После революции 1917 года Синодальную типографию закрыли, а в её стенах разместили типографию Гознака. Позднее в здании располагался Единый архивный фонд, а с 1931-го комплекс был передан Московскому государственному историко-архивному институту (с 1991-го Историко-архивный институт РГГУ).
Постановлением Совета Министров РСФСР от 30 августа 1960 года № 1327 зданию Синодальной типографии присвоен охранный статус объекта культурного наследия федерального значения.

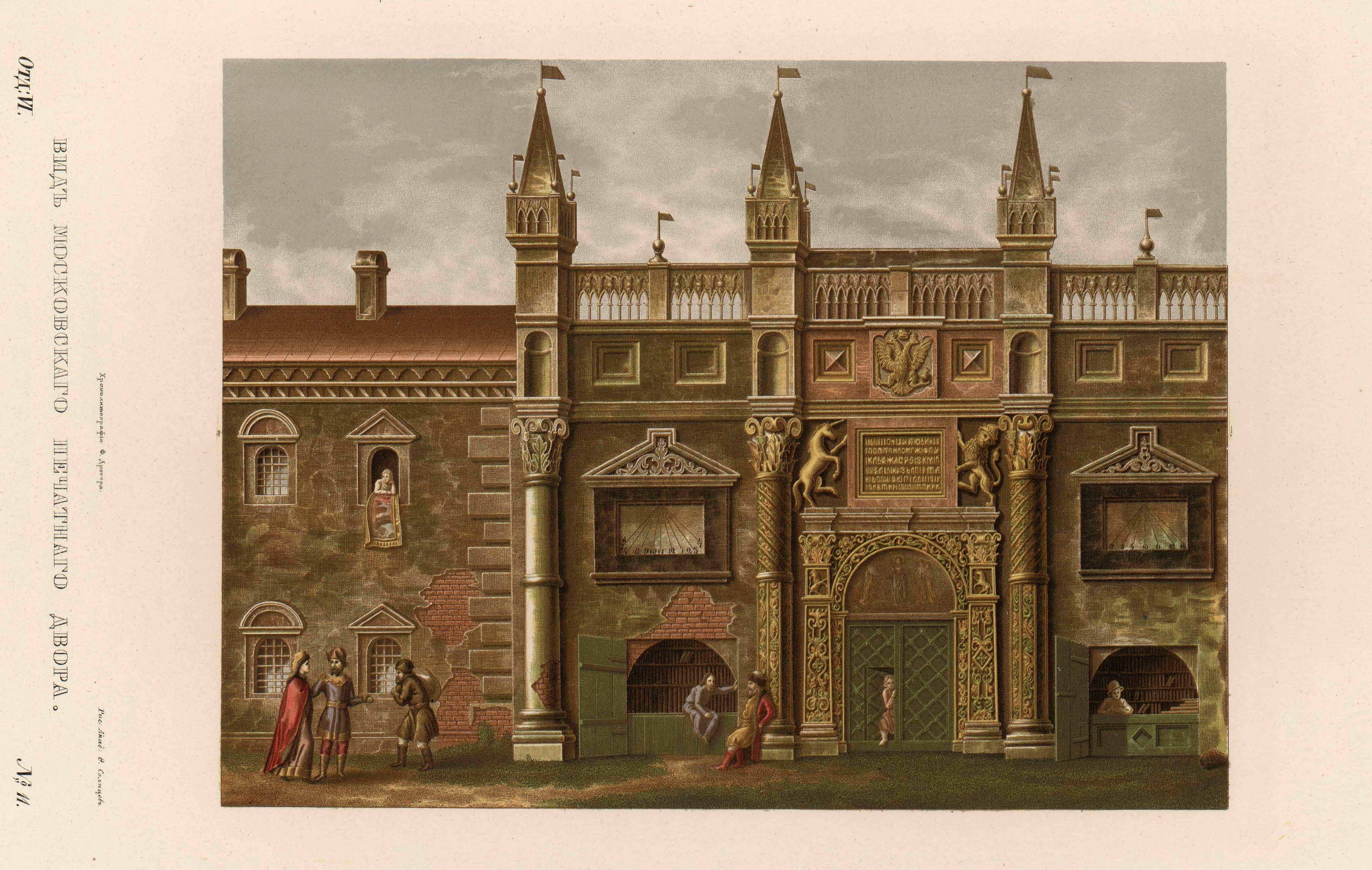
Вид на печатный двор до перестройки (Солнцев Ф. Г.)
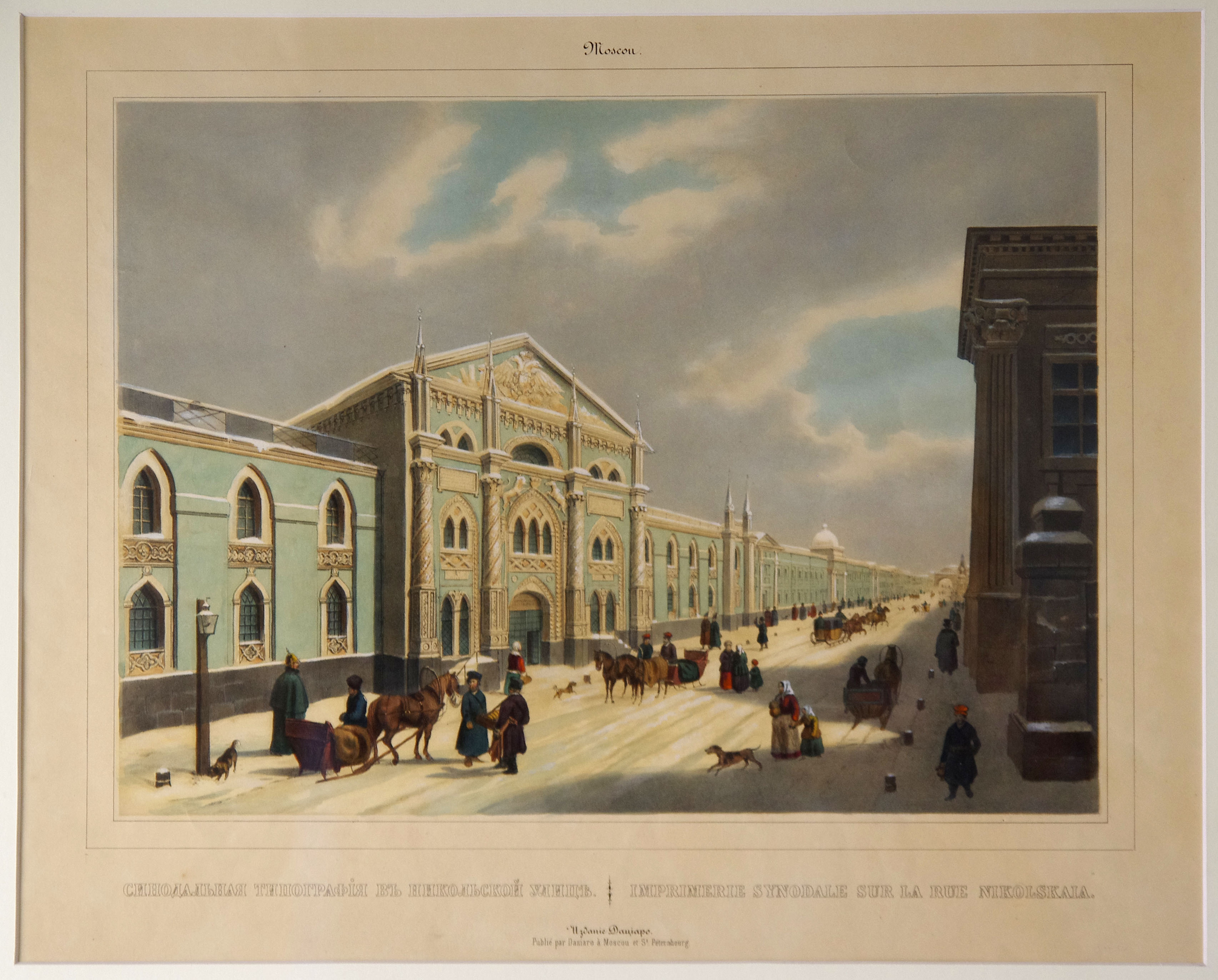
Синодальная типография на Никольской улице (И.Х. Дациаро, 1840-е гг.)

## Архитектура
Уличный корпус был возведен в псевдоготическом стиле, который использовался в XIX веке, чтобы подчеркнуть связь с русской историей. Старые ворота пришлось заменить новыми, поскольку они не соответствовали размерам нового дома, однако строители постарались сохранить внешний облик предыдущего здания. Так по бокам от центральных ворот появились солнечные часы, а над самим входом — рельефные изображения льва и единорога, являющиеся символами герба Московского печатного двора. Археолог Василий Румянцев писал о барельефе:
Единорог, вероятно как символ единодержавной власти, является на печати Грозного и почти всех его преемников до царя Алексея Михайловича. Лев и единорог вместе весьма часто встречаются на царских утварях, тронах, зданиях и знаменах.
Фасад дома украшен стрельчатыми окнами, резными полуколоннами с орнаментом и башенками. На фронтоне строения был расположен двуглавый орел, который в советское время заменили на герб СССР.
По двум сторонам от центрального входа находятся памятные доски, гласящие, что первое здание было построено при первом царе из династии Романовых, а второе — при Александре I.

Доска слева: «Божьей милостью и повелением благоверного и благочестивого и христолюбивого великого государя и великого князя Михаила Федоровича, всея Руси самодержца и сына его государя благоверного и христолюбивого царевича и великого князя Алексея Михайловича, всея Руси, сделаны были сии палаты и ворота на дворе книгопечатного тиснения в лето 7155 месяца июня в 30 день.»
Доска справа: «Положено основание сему зданию для печатания книг духовных по сломке за ветхостию старого, на том же месте в лето от Рождества Христова 1811, а остроено иждивением Московской Синодальной типографии в 1814 в благополучное царствование Государя Императора Александра I.»

## Современность
В 2004 году Арбитражный суд Москвы постановил передать строения на Никольской улице, которые занимал Историко-архивный институт РГГУ, в собственность Русской православной церкви. В апреле 2008-го судебные приставы в сопровождении 20 человек в казачьей форме попытались выполнить это постановление и опечатать аудитории учебного заведения. 20 июня того же года на заседании Общественного совета представили проект реставрации зданий Заиконоспасского, Никольского монастырей и Синодальной типографии, согласно которому собственником комплекса должна была стать РПЦ. Корпус Синодальной типографии планировалось отдать под «общественно-культурные» и «музейные функции», а во двор перенести памятник первопечатнику Ивану Фёдорову. В 2011 году Арбитражный суд подтвердил принадлежность здания государству и помещения бывшей Синодальной типографии были возвращены РГГУ.
В ноябре 2016 года Департамент культурного наследия города Москвы провёл проверку, в результате которой строения комплекса признали нуждающимися в реставрации и приспособлении, а в отношении собственника было утверждено охранное обязательство.

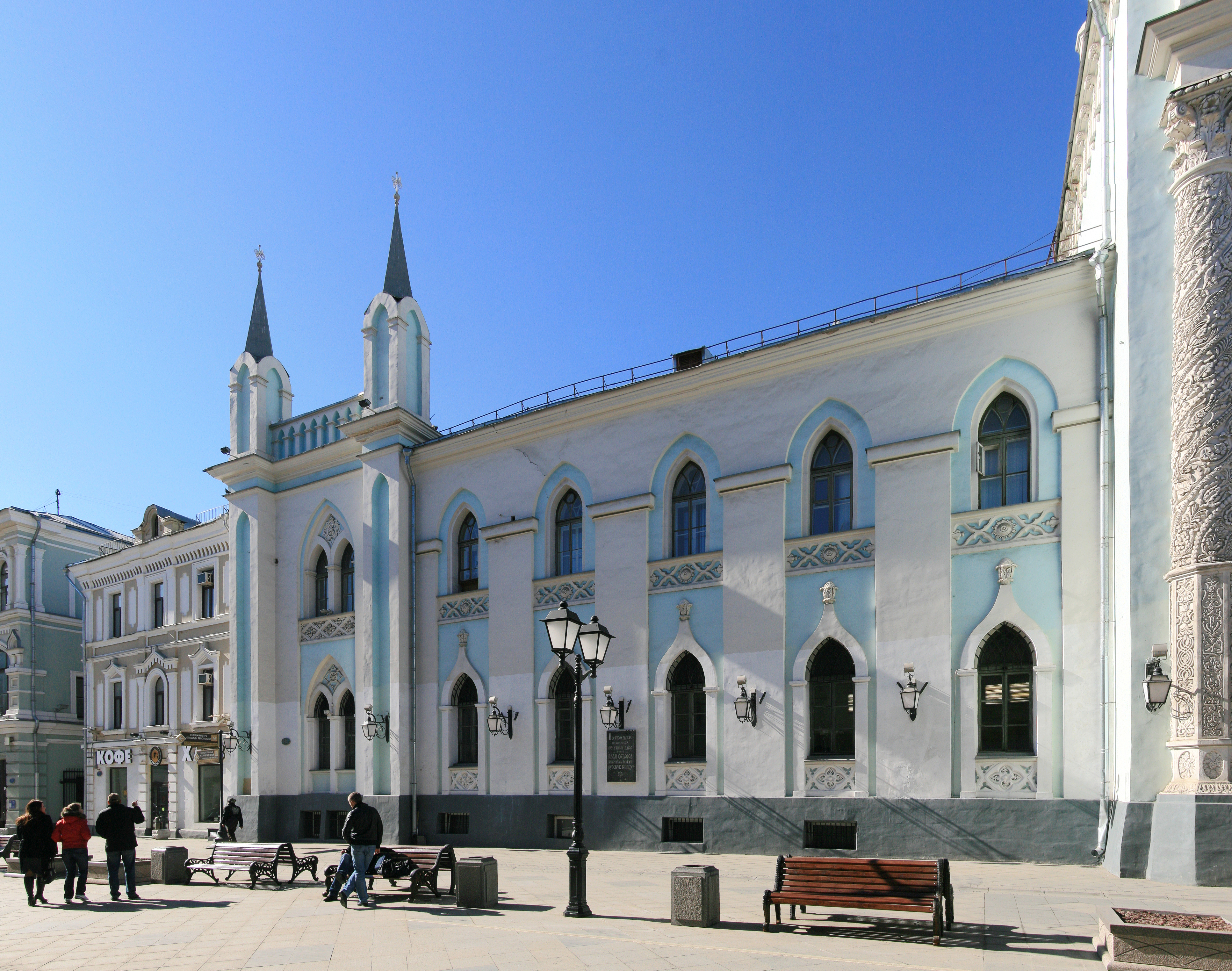
Левая часть здания Синодальной типографии, 2014 год
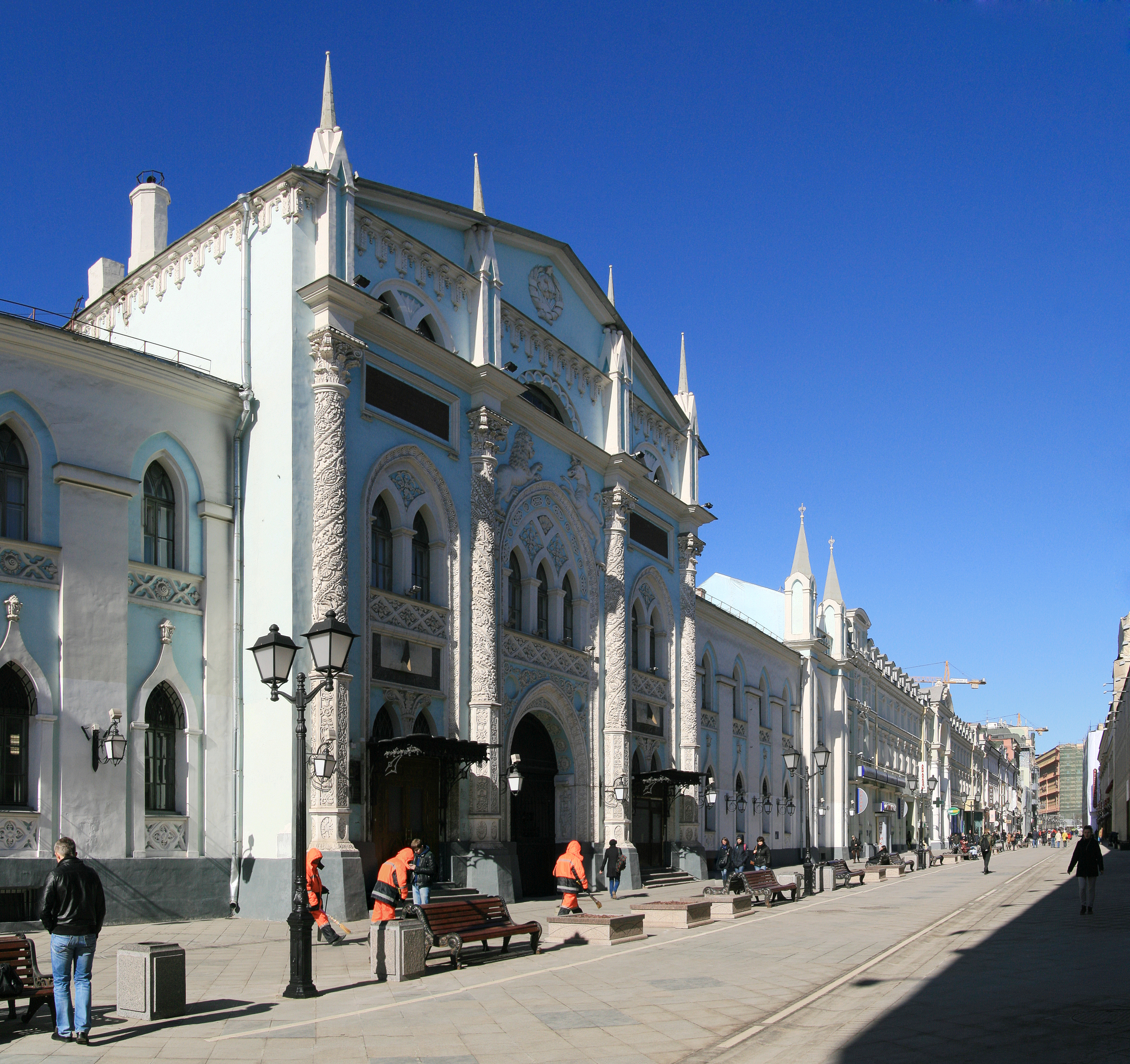
Здание Синодальной типографии, 2014 год
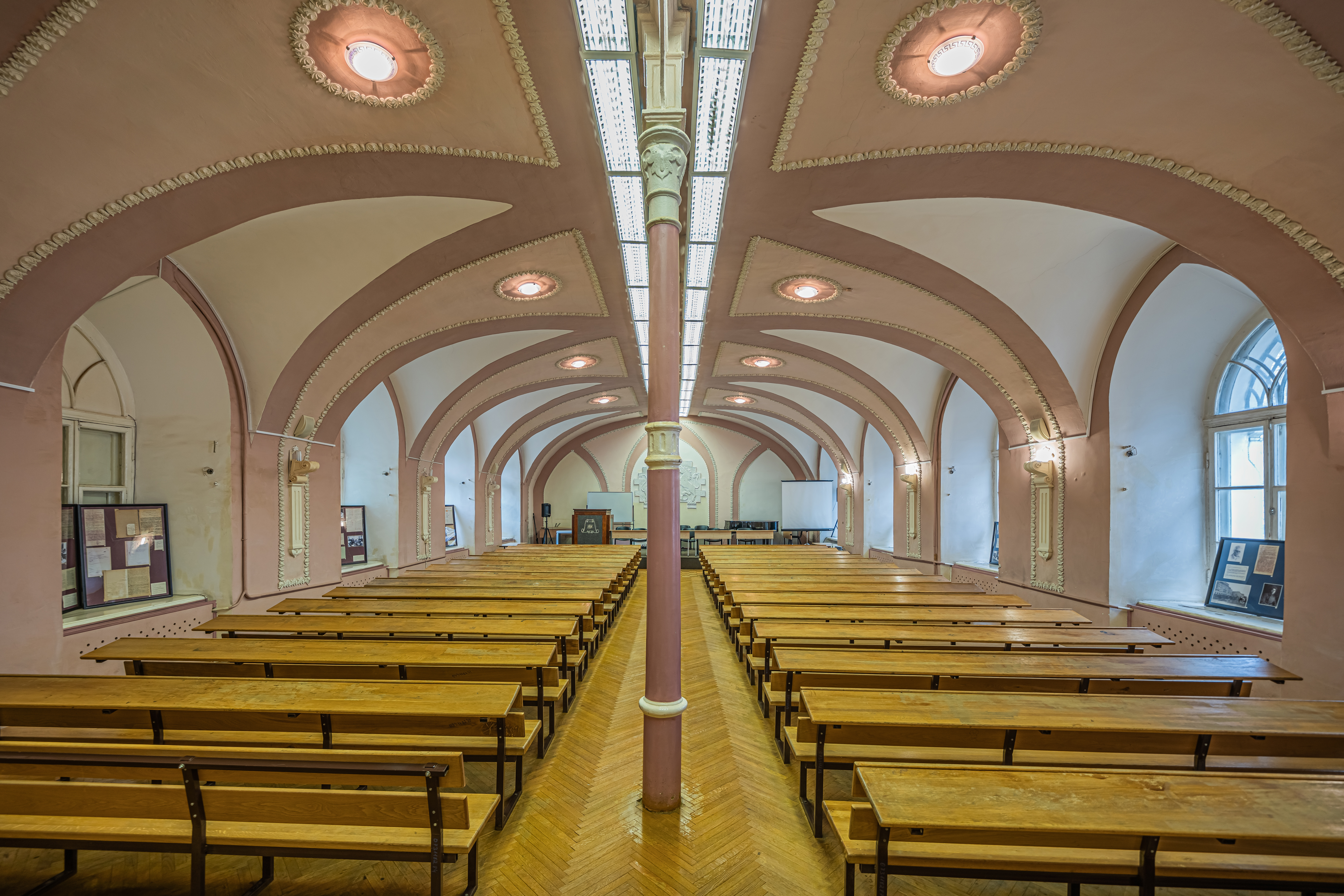
Зал на первом этаже здания, используется РГГУ в качестве аудитории
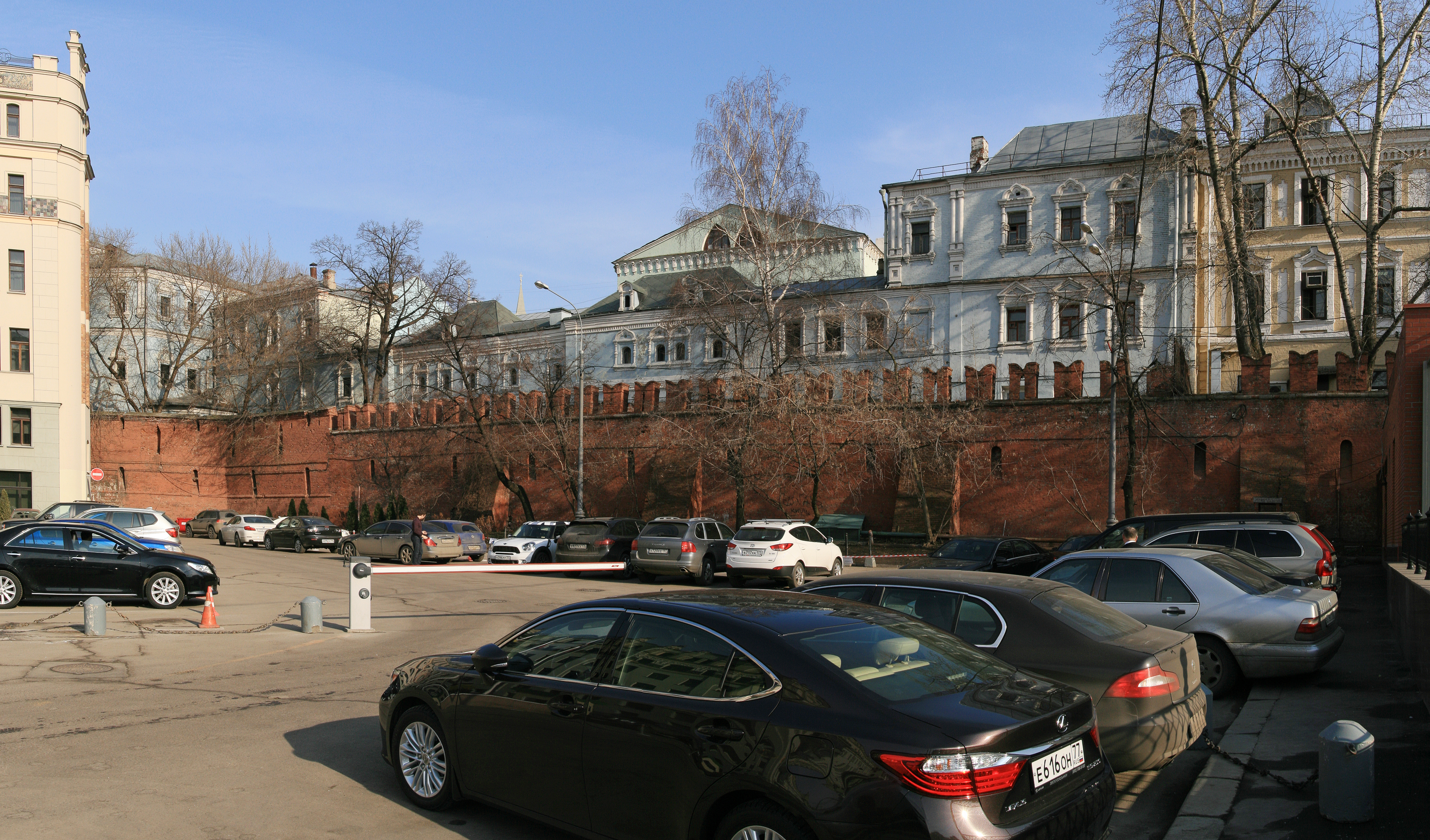
Китайгородская стена перед зданием Синодальной типографии. Вид с Театральной площади, 2014 год